# Centrino
Centrino je tržno ime za kombinacijo procesorja, sistemskega nabora in brezžičnega omrežnega vmesnika proizvajalca Intel za uporabo v prenosnih računalnikih. Različice Centrina:
- Carmel (2003)
- Sonoma (2005)
- Napa (2006)
- Santa Rosa (2007)
- Montevina (2008)